# Personne ne veille sur moi
Pour plus de détails, voir Fiche technique et Distribution.
Personne ne veille sur moi (誰も守ってくれない, Dare mo mamotte kurenai) est un film dramatique japonais écrit et réalisé par Ryōichi Kimizuka et sorti en 2008.

## Fiche technique
- Titre : Personne ne veille sur moi
- Titre original : 誰も守ってくれない (Dare mo mamotte kurenai?)
- Titre anglais : Nobody to Watch Over Me
- Réalisateur : Ryōichi Kimizuka
- Scénario : Ryōichi Kimizuka et Satoshi Suzuki
- Photographie : Naoki Kayano (ja)
- Décors : Shū Yamaguchi (ja)
- Montage : Junnosuke Hogaki
- Musique : Takatsugu Muramatsu
- Genre : drame
- Durée : 118 minutes[1]
- Dates de sortie :
  - Canada : 31 août 2008	(Festival des films du monde de Montréal)
  - Japon : 24 janvier 2009[1]

## Distribution
- Kōichi Satō : Takumi Katsuura
- Mirai Shida : Saori Funamura
- Ryūhei Matsuda : Shogo Mishima
- Yuriko Ishida : Kumiko Honjo
- Kuranosuke Sasaki (en) : Takaharu Umemoto
- Shirō Sano : Ichiro Sakamoto
- Kanji Tsuda : Koichi Inagaki
- Yoshino Kimura : Reiko Onoue
- Toshirō Yanagiba : Keisuke Honjo
- Takahiro Azuma : Atsushi Sayama
- Hiroshi Ōkōchi : éditeur en chef
- Kōji Satō : Reiji Funamura, le père de Saori
- Satomi Nagano : Sumie Funamura, la mère de Saori
- Satoshi Tomiura : Tatsuro Sonobe
- Kei Sunaga : Inspecteur Shigeru Yamamoto
- Makoto Kakeda :
- Atsushi Mizutani :
- Koshirō Asami :
- Taichi Izutsu :
- Moe Arai :
- Takahiro Iijima : Naoto Funamura, le frère de Saori
- Takashi Itō :
- Kazuma Yamane : Toru, un voyou en manteau de fourrure

## Distinctions
Sauf indication contraire, les informations mentionnées dans cette section peuvent être confirmées par la base de données cinématographiques IMDb,  présente dans la section « Liens externes ».

### Récompenses
- Festival des films du monde de Montréal 2008 : prix du meilleur scénario pour Ryōichi Kimizuka et Satoshi Suzuki[2]
- Prix de la révélation de l'année pour Mirai Shida aux Japan Academy Prize 2010[3]

### Sélection
- Festival des films du monde de Montréal 2008 : en compétition pour le Grand prix des Amériques